# District de Chikushi
Le district de Chikushi (筑紫郡, Chikushi-gun) était un district de la préfecture de Fukuoka au Japon.
Lors du recensement de 2000, sa population était de 45 548 habitants pour une superficie de 75 km2.
Le 1er octobre 2018, le bourg de Nakagawa obtient de nouveau le statut de ville. Le district de Chikushi fut alors dissout.

## Anciennes communes du district
- Nakagawa